# Barichneumon suisharioensis
Barichneumon suisharioensis là một loài tò vò trong họ Ichneumonidae.